# Jean-Christophe Napoléon
João Cristóvão, Príncipe Napoleão (em francês: Jean-Christophe, Prince Napoléon, nascido Jean Christophe Louis Ferdinand Albéric Napoléon Bonaparte; Saint-Raphaël, França, 11 de julho de 1986) é, na visão de alguns monarquistas, chefe da antiga Casa Imperial da França sob o nome de "Napoleão VII" e herdeiro do legado de Napoleão I de França, Imperador dos Franceses e fundador de sua dinastia.
Licenciado pela HEC Paris e pela Universidade Harvard, seguiu uma carreira no sector das participações privadas, tendo adquirido experiência na Morgan Stanley e na Blackstone, tanto em Nova Iorque como em Londres. Mais tarde, fundou a Leon Capital, uma empresa de investimento em capitais privados.
Quando seu avô, Luís, faleceu em 1997, ele deixou como seu herdeiro o seu neto, João Cristóvão, ao invés do seu filho mais velho Carlos Napoleão. Para ele, seu primogênito havia aceitado demais o republicanismo e ainda havia se casado novamente sem seu consentimento. Carlos, contudo, afirmou que não há controvérsia ou racha com o filho sobre o direito de sucessão na casa imperial.

## Casamento
Após vários anos de namoro, Jean-Christophe ficou noivo em março de 2019 com a condessa Olympia von Arco-Zinneberg (nascida em Munique em 4 de janeiro de 1988), filha do conde Riprand von Arco-Zinneberg e da arquiduquesa Maria Beatriz de Áustria-Este (filha do arquiduque Roberto da Áustria-Este e da princesa Margherita de Saboia-Aosta). A arquiduquesa é a bisneta do último Imperador da Áustria, o Beato Carlos I, e da Imperatriz Zita, e uma bisneta (mais de seis gerações) da imperatriz francesa Maria Luísa de Áustria.
O casamento civil aconteceu em 17 de outubro de 2019 na Câmara Municipal de Neuilly-sur-Seine e a cerimônia religiosa foi comemorada dois dias depois na Catedral de São Luís dos Inválidos, onde está sepultado Napoleão I, na presença dos membros das antigas famílias imperiais francesa e austríaca, além da família real belga e outros convidados notáveis.[carece de fontes?]

## Descendência

Brasão da Imperial Dinastia de Bonaparte, chefiada por João Cristóvão.

No dia 7 de dezembro de 2022, nasceu o primogênito do casal, o Príncipe Imperial Luís Carlos Riprand Vítor Jerônimo Maria Napoleão (Louis-Charles Riprand Victor Jerôme Marie Napoleón), sendo seu nascimento anunciado ao mundo no dia 12 do mesmo mês. 